# EUNI

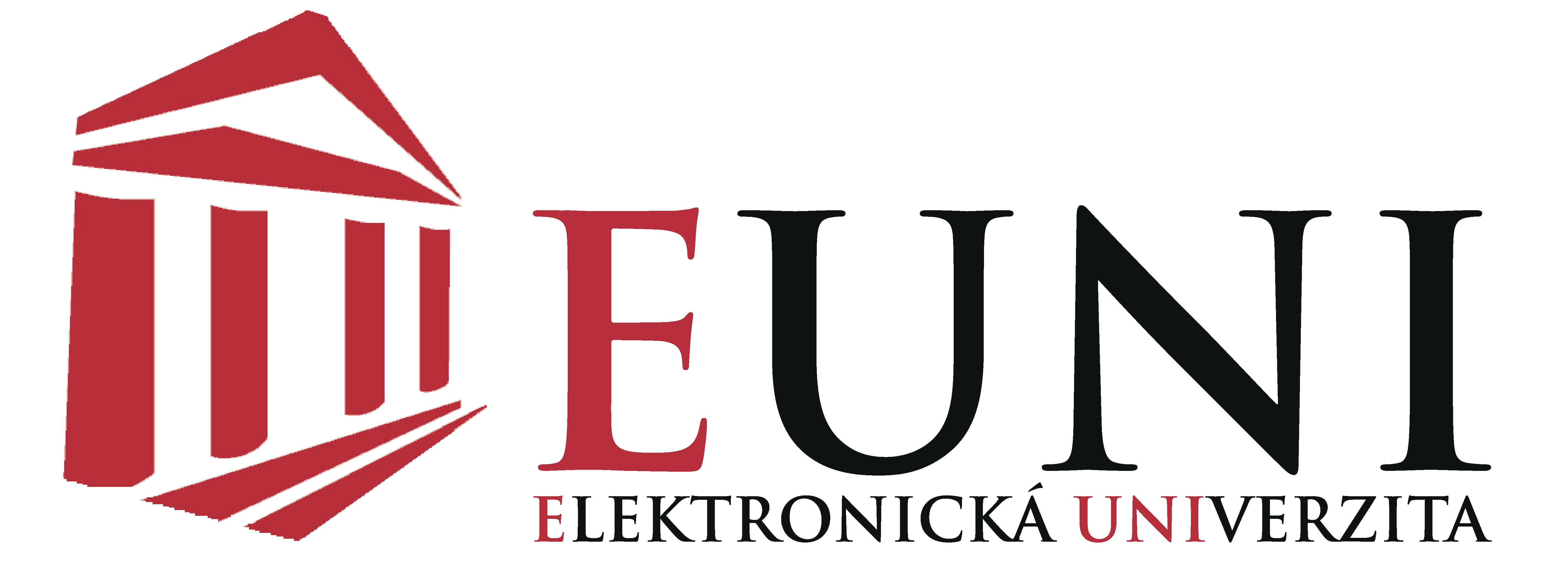
Logo

Elektronická univerzita EUNI je e-learningový projekt celoživotního vzdělávání pro zdravotníky a studenty lékařských fakult.

## Úvod
EUNI.cz neboli elektronická univerzita je e-learningový projekt celoživotního vzdělávání určený lékařům, medikům z lékařských fakult, lékárníkům, všeobecným sestrám, farmaceutickým asistentům a dalším nelékařským zdravotnickým profesionálům. Portál EUNI přináší relevantní a odborně garantované informace z medicínských oborů již od roku 2006. Veškeré informace obsažené v kurzech jsou průběžně aktualizovány. Znalosti získané studiem akreditovaného kurzu jsou po úspěšném absolvování závěrečného testu ohodnoceny bodovými kredity. Nabídka e-learningových kurzů je neustále rozšiřována či aktualizována a tvoří tak přehled poznatků pro celoživotní vzdělávání zdravotníků v rámci jednotlivých oborů. V roce 2020 bylo v EUNI registrováno více než 24 200 uživatelů a portál nabízí více než dvě stovky vzdělávacích kurzů. Na stránkách EUNI najdete také e-learningový kurz, který je součástí Kvalifikačního kurzu pro lékaře v oboru dětské lékařství vedoucí k získání specializace v oboru praktické lékařství pro děti a dorost. Obsah kurzů připravují a garantují odborníci v daném oboru. Nabité znalosti si studenti mohou nově ověřit také prostřednictvím krátkých edukačních kvízů z různých oblastí medicíny. Registrace a studium na EUNI je zdarma. Registrovat se mohou zdravotníci vyplněním základních registračních údajů přímo na webových stránkách EUNI.cz. 

## Historie projektu
E-learningová forma celoživotního vzdělávání lékařů se poprvé objevila v České republice v roce 2006, kdy byl na internetové adrese www.euni.cz spuštěn vzdělávací portál EUNI. Na rozvoji tohoto mezioborového portálu se soustavně podílejí přední odborníci české medicíny. Partnerem EUNI je Česká lékařská společnost Jana Evangelisty Purkyně, Česká asociace sester, Česká lékárnická komora (ČLK). V roce 2007 získal portál EUNI pro vzdělávací kurzy akreditaci od ČLK jako vůbec první internetový portál pro lékaře v České republice. Cílem EUNI je poskytovat alternativní možnost celoživotního vzdělávání zdravotníkům napříč všemi obory.
Neméně edukačně přínosné jsou dceřiné weby EUNI.cz tzv. Specialy. Jedná se o online zpravodaje z oblasti diabetologie EUNI DIA Special, neurologie EUNI NEURO Special, angiologie EUNI ANGIO Special, pediatrie EUNI PEDIATRIE Special a oftalmologie EUNI Ophthalmology news Special. Tyto specializované zpravodaje přináší nejen odborné rubriky, zpravodajství z domácích i zahraničních kongresů, akreditované kurzy, videozáznamy z přednášek, akreditované zpravodajství, mezioborová témata a články, ale také možnost diskuze k tématům a kalendář akcí. Veškerý obsah je odborně garantován. Po registraci, která je zdarma, je možné přihlásit se k odběru novinek e-mailem.  

## Získávání certifikátů na EUNI
Podstatou konceptu EUNI je získávání kreditních bodů CME (Continuing medical education) v rámci celoživotního vzdělávání zdravotníků. Zdravotník studující e-learningový kurz by tedy měl nejprve vstřebat teoretickou část, která je obvykle ve formě video-přednášky a doplněna o prezentaci a další studijní materiály k dané problematice. Následuje ověření získaných znalostí v otázkách závěrečného testu, kde je předpokladem určitá předcházející znalost nebo vědomosti získané studiem kurzů na EUNI.cz. Po úspěšném absolvování závěrečného testu získá student certifikát s příslušnými kreditními body. Tento certifikát získá obratem prostřednictvím e-mailu. Zároveň je jeho certifikát uložen na webu EUNI.cz ve složce "moje studium", kde je připraven ke stažení či vytištění. Výhodou e-learningového programu EUNI je velká úspora času. Student EUNI nemusí cestovat do místa konání školící akce a složitě plánovat, studium si může rozdělit na etapy, vracet se k zajímavým pasážím, dělat si v klidu poznámky, zkrátka studuje vlastním tempem. Portál rozvíjí odborné znalosti zdravotníků v termínu, který si sami vyberou a v prostředí, které je pro jejich studium nejpříjemnější.  

## Provozovatel
Provozovatelem portálu EUNI je společnost Pears Health Cyber s.r.o. Partnerem EUNI je ČLS JEP z.s. Partnerem EUNI je Česká asociace sester.